# Obština Balčik
Obština Balčik (bulharsky Община Балчик) je bulharská jednotka územní samosprávy v Dobričské oblasti. Leží v severovýchodním cípu Bulharska u Černého moře. Sídlem obštiny je město Balčik, kromě něj zahrnuje obština 21 vesnic. Žije zde přes 21 tisíc stálých obyvatel.

## Sídla
| - Balčik (sídlo správy) - Bezvodica - Bobovec - Brjastovo - Caričino - Cărkva - Dăbrava - Dropla | - Gurkovo - Chrabrovo - Karvuna - Kranevo - Kremena - Ljachovo - Obročište - Prespa | - Rogačevo - Senokos - Sokolovo - Stražica - Trigorci - Zmeevo |

## Sousední obštiny
| Růžice kompasu |               | General Toševo |         | Růžice kompasu |
| Růžice kompasu | Dobrič-selska | Sever          | Kavarna | Růžice kompasu |
| Růžice kompasu | Dobrič-selska | Obština Balčik | Kavarna | Růžice kompasu |
| Růžice kompasu | Dobrič-selska | Jih            | Kavarna | Růžice kompasu |
| Růžice kompasu | Aksakovo      |                |         | Růžice kompasu |

## Obyvatelstvo
K 15. prosinci 2024 v obštině žilo 21 117 obyvatel a bylo zde trvale hlášeno 21 271 obyvatel. Podle sčítání 7. září 2021 bylo národnostní složení následující:
- Bulhaři: 11 047 (78.6 %)
- Turci: 2 129 (15.2 %)
- Romové: 859 (6.1 %)
- ostatní[p 4]: 15 (0.1 %)

V období 2011 až 2021 v obštině ubylo 1 210 obyvatel.